# Ayşən Abduləzimova
Ayşən Abduləzimova est une joueuse de volley-ball azérie née le 11 avril 1993 à Shaki. Elle mesure 1,84 m et joue au poste de centrale. 

## Clubs
| Club               | De        | À         |
| ------------------ | --------- | --------- |
| Azerrail Bakou     | 2008-2009 | 2008-2009 |
| Lokomotiv Bakou    | 2009-2010 | 2012-2013 |
| Azerrail Bakou     | 2013-2014 | 2013-2014 |
| Lokomotiv Bakou    | 2014-2015 | 2015-2016 |
| Azerrail Bakou     | 2016-2017 | 2017-2018 |
| Vasas Budapest     | 2018-2019 | 2019-2020 |
| Sarıyer Belediyesi | 2020-2021 | …         |

## Palmarès
- Challenge Cup
  - Vainqueur : 2012.
  - Finaliste : 2011.
- Championnat d'Azerbaïdjan
  - Finaliste : 2009, 2010, 2012, 2015.
- Championnat de Hongrie
  - Vainqueur :2019.
- Coupe de Hongrie
  - Vainqueur : 2020.